# Керд, Эдуард
Эдуард Керд (22 марта 1835, Гринок — 1 ноября 1908) — британский философ и англиканский богослов, брат Джона Кэрда.
Получил образование в университете Глазго и Бейллиол-Колледже, Оксфорд. Завершил обучение в 1862 году, в 1863 году получил степень бакалавра богословия. С 1864 до 1866 года был научным сотрудником и преподавателем Мертон-Колледжа. В 1866 году стал преподавателем моральной философии в Университете Глазго, а в 1893 году заменил Бенджамина Джауэтта на должности «мастера» в Байлиоле. С Томасом Хиллом Грином он основал в Англии школу «ортодоксального неогегельянства», имел множество учеников и оказывал определённое влияние на английскую философию и богословие своего времени. По причине ухудшения здоровья прекратил читать лекции в 1904 году, в мае 1906 года оставил и «мастерство» над колледжем, в которое за ним следовал Джеймс Ли Стракан-Дэвидсон, который имел ранее в течение некоторого времени, как старший наставник и товарищ, которого переносят главное бремя администрации колледжа. В 1892 году получил почётную учёную степень доктора гражданского права, состоял членом-корреспондентом Французской академии моральных и политических наук и членом Британской академии наук.
Наиболее известные труды: «Philosophy of Kant» (1878); «Critical Philosophy of Kant» (1889); «Religion and Social Philosophy of Comte» (1885); «Essays on Literature and Philosophy» (1892); «Evolution of Religion (Gifford Lectures)» (1891—1892); «Evolution of Theology in the Greek Philosophers» (1904). Многие теологические взгляды Кэрда ещё при его жизни подвергались критике со стороны других богословов.